# Alexander Meissner
Alexander Meissner (ur. 14 września 1883 w Wiedniu, zm. 3 stycznia 1958 w Berlinie) – austriacki radiotechnik, znany jako twórca generatora Meissnera.

## Życiorys
Studiował w Technische Hochschule Wien (obecnie Uniwersytet Techniczny w Wiedniu), w 1902 r. został doktorem nauk technicznych, od 1907 pracował w koncernie Telefunken, gdzie prowadził badania nad problemami radiotechniki. W 1911 r. opracował pierwszy obrotowy radiowy sygnał naprowadzający dla wspomagania nawigacji sterowców, w 1913 skonstruował pierwszy lampowy generator drgań elektrycznych (nazwany potem jego nazwiskiem), a po kilku latach odbiornik superheterodynowy. Poza tym zajmował się badaniami nad zjawiskiem piezoelektrycznym i wpływem wyższych warstw atmosfery na odbiór fal radiowych.
Po 1928 pracował jako profesor na Berlińskim Uniwersytecie Technicznym.